# Minheim
Minheim település Németországban, Rajna-vidék-Pfalz tartományban. Lakosainak száma 458 fő (2023. december 31.).

## Népesség
A település népességének változása:
| Lakosok száma | 532  | 454  | 449  | 445  | 453  | 458  |
|               | 1975 | 2017 | 2019 | 2021 | 2022 | 2023 |